# FF-957 전남

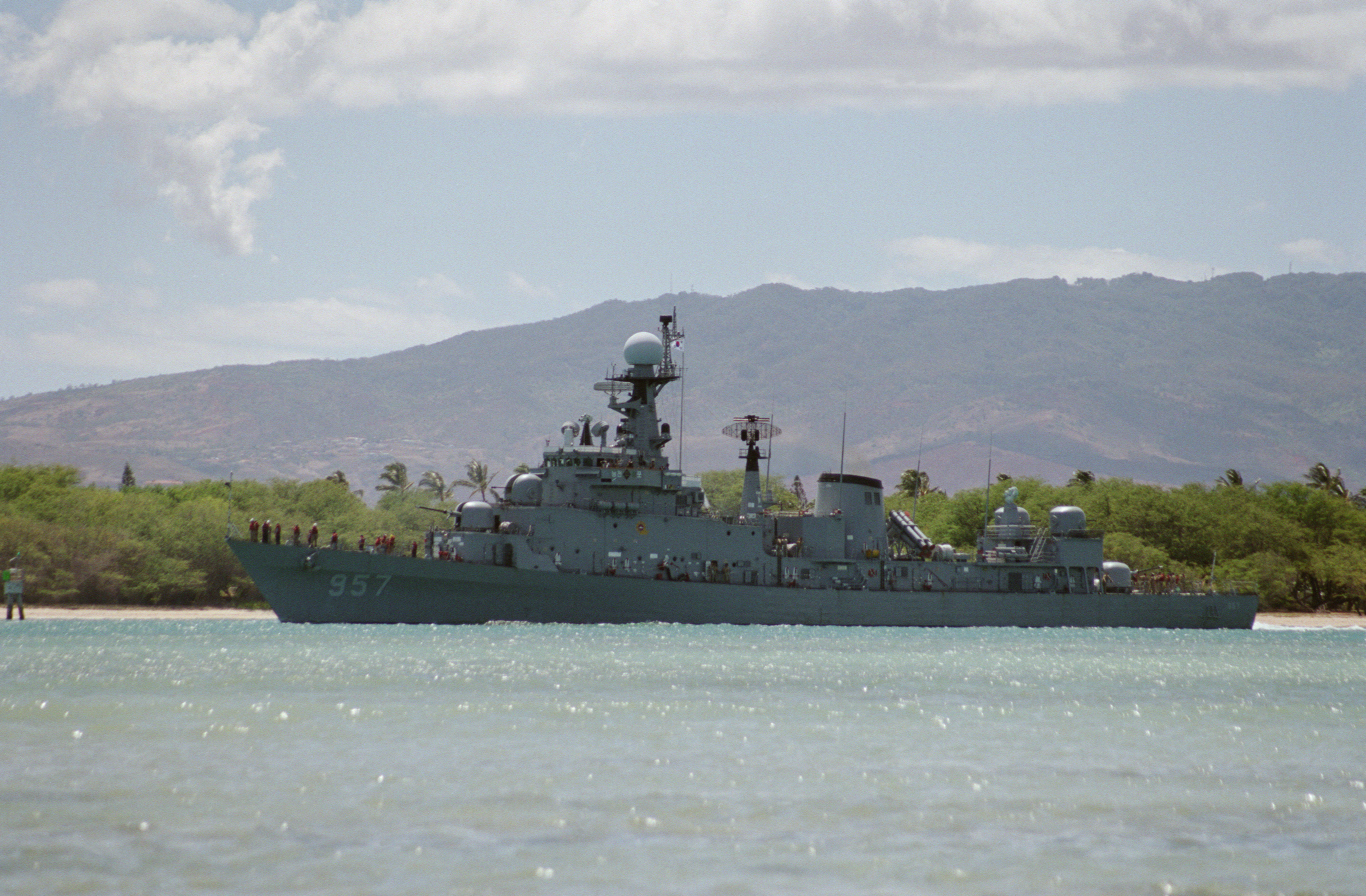

FF-957 전남은 대한민국 해군의 울산급 호위함이다. 전라남도 지명에서 이름을 땄으며, 1988년 4월 19일에 진수하고 1988년 6월 17일에 취역하였다.
2009년 11월 10일, 대청해전에 참전했다.
1989년 10월 7일 취역 이후 해군 제2함대사령부 소속으로 경비 임무 수행하다,
2018년 1월 1일 부로 해군 제3함대사령부로 배속변경되어 지속 경비임무 수행하였으며 2022년 12월 31부로 전역하였다